# Ditha ogasawarensis
Ditha ogasawarensis es una especie de arácnido del orden Pseudoscorpionida de la familia Tridenchthoniidae.

## Distribución geográfica
Se encuentra en Japón.